# Радіо «Да!»
Радіо «ДА!» — українська недержавна радіостанція. Вела мовлення в Донецьку в 1996—2000 роках в FM та УКХ-діапзонах (103.5МГц та 73.58МГц).

## Історія
Радіо «Да!» перша в Донецьку FM-радіостанція та перше недержавне радіо. Розпочала мовлення 22 червня 1996 року. Радіостанція була структурним підрозділом АТ ТРК «Віко», що належало Валерію Коновалюку. Генеральним директором був Ігор Внуков, рекламним директором Віктор Гріза. Потужність передавача 400 Вт, потенційна аудиторія — 1,7 млн осіб.
Радіо «Да!» — одна із небагатьох донецьких станцій, яка приділяла увагу українським виконавцям, на її хвилях часто звучали «Green Grey», «Воплі Відоплясова», «Скрябін», Океан Ельзи, Ірина Білик. Музичний формат станції — сучасна поп- та альтернативна музика. Радіо «ДА!»
Своїм успіхом у донецьких слухачів радіостанція завдячувала відомим радіоведучим, серед яких були Олександр Денисов, Дім Самойлов, Юрій Макєєв, Артем Приходько, Олександра Сіроока, Тетяна Трушкіна (Луценко), Олександр Карпенко, Ірина Ісаченко, Олексій Тімоніков, Вікторія Степанова, Олег Хилинський, Олександар Предко, Рашит Романов, Оксана Баркалова (Нечипуренко) та інші.

## Програми
Крім музичного на новинного наповнення в ефірі було багато авторських програм різноманітної тематики:
- «English Time», де розбирався текст популярної пісні англійською мовою;
- Хіт-парад «Музыкальные Сливки»;
- Кулінарна програма;
- «Вечеря з дилетантом»;
- Жарти з Боніфацієм і Клайдером (у неділю);
- Пізнавально-розважальна програма «PIt-Stop» (у вівторок о 17:00, повтор у четверг о 17:00);
- «Хот-рок», в якій розповідалося про відомих рок-виконавців;
- Teen-time - музикально-розважальна передача для тінейджерів, створена двома школярами Лук'янченком Максимом та Іэговським Кирилом.
- Прямі ефіри з зірками, серед яких сяяли Юрій Шевчук, «Green Grey», Борис Моїсеєв, Юхим Шифрин, Ян Табачник.
- Був проведений радіо-міст матері Олімпійської чемпіонки Лілії Подкопаєвої з тренером, що перебувала з гімнасткою в Атланті.

Радіо «Да!» було найпопулярнішою донецькою радіостанцією протягом 1996-98 років, але поява у ефірі радіостанцій, які не виробляли власного продукту, а лише ретранслювали московські радіостанції («Русское радио», «Шансон», «Хіт FM») призвело до втрати рейтингуі закриття. В останні роки станція співпрацювала з «Эхо Москвы». З грудня 1999 р. співпрацювала з радіо «Модерн» (Санкт-Петербург) і вела ретрансляцію окремих його програм.

## Закриття
Припинення мовлення станції відбулось 12 квітня 2000 року, в ефір вийшло радіо «Монте-Карло».